# Челенвеем
Челенвеем — река на севере Дальнего Востока России, протекает по территории Чаунского района Чукотского автономного округа. Длина реки — 48 км.
Название в переводе с чук. Челгэнмываам — «река с красными скалистыми берегами».
Берёт истоки к югу от горы Отвесная. Огибает гору и течёт на север, в среднем течении выходит на заболоченный равнинный участок, где поворачивает на северо-запад до впадения в Раучуа справа.
В бассейне Челенвеема обнаружены запасы золота, серебра, касситерита, сурьмы.

## Притоки
Объекты по порядку от устья к истоку (км от устья: ← левый приток | → правый приток | — объект на реке):
- 4 км: пр → Прямой[6]
- 11 км: пр → Снежный
- 12 км: лв ← Лев. Челенвеем
- 19 км: пр → Поперечный 1-й
- 19 км: пр → Поперечный 2-й
- 20 км: пр → Прав. Челенвеем
- 32 км: пр → река без названия

## Данные водного реестра
По данным государственного водного реестра России относится к Анадыро-Колымскому бассейновому округу.